# 布爾茹克鄉
45°57′N 22°29′E / 45.950°N 22.483°E
布爾茹克鄉（羅馬尼亞語：Comuna Burjuc, Hunedoara），是羅馬尼亞的鄉份，位於該國西部，由胡內多阿拉縣負責管轄，面積65平方公里，海拔高度259米，2007年人口916，人口密度每平方公里14人。